# Pieter Seelaar
Pieter Marinus Seelaar (nacido el 2 de julio de 1987) es un jugador de críquet holandés y actual capitán de la selección nacional.

## Primeros años y carrera
En julio de 2018, fue nombrado capitán del equipo holandés One Day International (ODI), para su serie contra Nepal. En septiembre de 2019, fue nombrado capitán del equipo holandés para el torneo clasificatorio para la Copa del Mundo ICC T20 de 2019 en los Emiratos Árabes Unidos.
En abril de 2020, fue uno de los diecisiete jugadores de críquet holandeses que fueron nombrados en el equipo senior del equipo.